# Никлас I фон Лихтенщайн
Никлас I/II фон Лихтенщайн (на немски: Niklas I/II von Liechtenstein; * ок. 1419; † 1499/1500) е господар на Лихтенщайн-Мурау, Дурнщайн, Вайнбург, Трефен (Каринтия) и Зелтенхайм (Каринтия). Той е най-главен кемерер в Щирия и маршал на Каринтия.

## Произход и управление
Той е син на Улрих Ото фон Лихтенщайн († 1426/1427) и съпругата му Барбара фон Пуххайм († 1437), дъщеря на Пилграм VI фон Пуххайм († 1427) и Анна фон Волфурт (Волфсруд). Внук е на Ото VII фон Лихтенщайн-Мурау-Дурнщайн († 1419) и Агнес фон Тирщайн († 1433), дъщеря на граф Херман II фон Тирщайн († 1405, в битка) и Агнес фон Мач († сл. 1422).
Сестра му Хелена фон Лихтенщайн-Мурау († сл. 1469) е омъжена ок. 1442 г. за фрайхер Албрехт фон Потендорф († сл. 1465), син на Ханс фон Потендорф-Файщриц († 1404/1412) и Маргарета фон Щубенберг († сл. 1430).
През 1480 г. унгарският вице-крал Матяш Корвин сключва частен мирен договор с Никлас фон Лихтенщайн. Император Фридрих III намира това за предателство и заповядва през 1489 г. разрушаването на замъците на Лихтенщейнерите, Трефен и Зелтенхайм, и му взема наследствената служба маршал.

## Фамилия
Никлас I/II фон Лихтенщайн се жени ок. 1 юли 1444 г. за Анна фон Щубенберг († 24 юни 1479), дъщеря на граф Якоб фон Щубенберг-Капфенберг († 1434/1435) и Барбара фон Еберсторф († сл. 1419). Те имат децата:
- Рудолф IV фон Лихтенщайн († 1530), има два сина
- Кристоф фон Лихтенщайн († 1504), господар на Мурау и Зелтенхайм, женен за Радегунда фон Арберг
- Беатрикс фон Лихтенщайн-Мурау, омъжена за фрайхер Зибалд I Пьог фон Рефенщайн († пр. 1516)
- Цецилия фон Лихтенщайн-Мурау, сгодена на 26 януари 1462 г., омъжена пр. 4 февруари 1462 г. за граф Херман II фон Монфор-Брегенц († 13 февруари 1483)
- Ахац II фон Лихтенщайн, женен за Анна фон Траун († 1514/1531)
- Елизабет фон Лихтенщайн, омъжена за Балтазар II фон Куенринг (* 21 октомври 1457; † 1490/20 октомври 1494)
- Хелена фон Лихтенщайн, омъжена за Зигмунд фон Топел
- Магдалена фон Лихтенщайн, омъжена за Бернхард фон Топел
- Катарина фон Лихтенщайн, омъжена за Кристоф фон Грасау
- Барбара фон Лихтенщайн, омъжена за Йохан фон Хоенберг